# Design sustentável
O design sustentável, também chamado de design ecológico, design para a sustentabilidade, design para o desenvolvimento sustentável ou ecodesign, entre outros nomes, é a filosofia de projetar objetos físicos, o ambiente construído, e serviços em conformidade com os princípios da sustentabilidade nas suas dimensões: social, econômica e ambiental.

## Teoria
A intenção do design sustentável é "eliminar impacto ambiental negativo completamente através de projetos hábeis, sensíveis". Manifestações de design sustentável exigem recursos renováveis, mínimo impacto ambiental, e formas de conexão das pessoas com o ambiente natural.
Para os teóricos desta escola, ao invés de considerar projetos de construção verde como uma externalidade, os designers e arquitetos devem pensar nisso como um conjunto de princípios. Isso inclui uma melhor experiência do usuário e conforto, fazendo mais com menos, e maximizando os efetivos de qualidade de materiais duráveis. Ao invés de entenderem que  "a forma segue a função", eles entendem que "a forma segue a meio ambiente".
O designer e o Design têm um papel central na busca por um planeta mais sustentável. Suas competências podem contribuir de maneira indelével na concepção e implementação de padrões de consumo e produção que respeitem a resiliência do planeta, com soluções economicamente justas e que levem a uma sociedade mais equitativa e coesa. A perspectiva da sustentabilidade exige do Designer uma prática pautada por noções éticas e maior consciência acerca das repercussões de suas decisões na sociedade e no planeta.
Nota-se que uma perspectiva compreensiva do termo “desenvolvimento sustentável” foi introduzida à comunidade mundial apenas quinze anos depois da edição do livro de Papanek “Design para o mundo real”, com a publicação do relatório Brundtland. Nesse relatório também apresenta-se pela primeira vez a dimensão social da sustentabilidade equiparada à dimensão ambiental. Uma das missões do desenvolvimento sustentável seria servir às demandas das pessoas carentes, isto é, dos pobres.
Sabendo que as iniquidades sociais e demandas se apresentam de diversas maneiras, há que se buscar através da prática do Design a equiparação de oportunidades e direitos na sociedade. Assim, o designer profissional faz-se presente e integrado ao seu contexto social atual, atento às notícias, tendências e reflexões sobre a sociedade em que vive, atendendo a demandas presentes e futuras orientadas à sustentabilidade.
É um critério para a sustentabilidade o alto poder de regeneração social de um projeto. O autor defende que é essencial expressar a perspectiva positiva de uma solução, ou seja, sua aptidão para melhorar a conjuntura atual. O conceito do projeto deve ser profundamente inserido em seu contexto e deve ampliar e/ou regenerar o panorama social presente. Desse modo, faz sentido que o designer busque colocar seus conhecimentos e ferramentas à disposição para apoiar inovações sociais. As iniciativas de caráter coletivo inseridas nas cidades (ex.: hortas colaborativas) podem ser plataformas importantes para a aproximação e a tolerância entre os indivíduos envolvidos.

## Dimensões da sustentabilidade

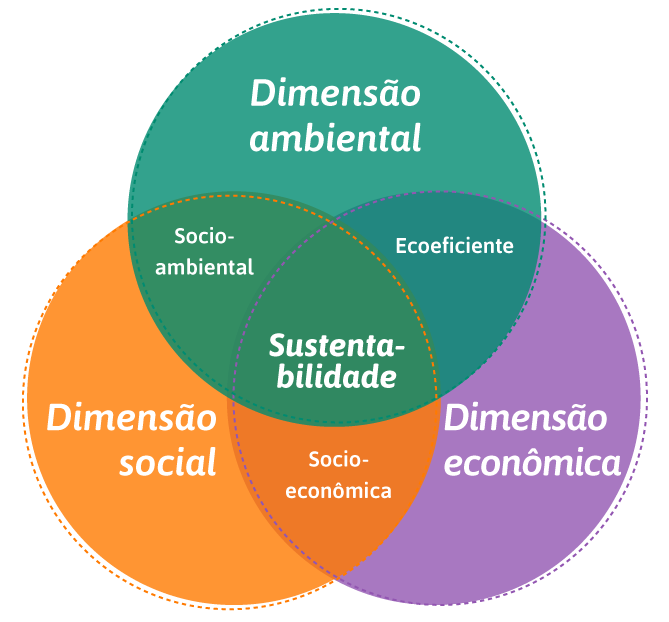
Sobreposição das dimensões da Sustentabilidade. Fonte: Adaptado do Manual de Boas Práticas para Eficiência Energética (2005)

Abordar todas estas dimensões de maneira harmônica em projetos de Design é um desafio permanente na busca pela utopia da sustentabilidade, tanto na teoria quanto na prática. Disso, pode-se dizer que a tríade das dimensões mais conhecidas da sustentabilidade configura principalmente um arranjo conceitual, que deve ser uma referência teórica para pesquisadores e profissionais da área.

### Dimensão ambiental
Diz respeito aos aspectos concretos das limitações dos recursos naturais do planeta Terra. As atividades humanas sempre estiveram subordinadas aos fenômenos naturais e às capacidades do planeta. Visto isso, há que se respeitar a dimensão ambiental (ou ecológica) da sustentabilidade. Esta dimensão compreende a obediência aos ciclos temporais da Terra, preservando fontes energéticas e de insumos naturais, visando a mínima deterioração do meio ambiente.
Entretanto, no cenário atual, observando a questão da permanência do homem sobre o planeta, percebe-se que há um duplo desequilíbrio ecológico: por um lado, há o esgotamento de matérias-primas naturais e do outro, um galopante acúmulo dos resíduos resultantes da atividade industrial e do consumo destes produtos.
Estas e outras intervenções humanas (ex.: produção de gases não existentes na natureza, como os clorofluorcarbonetos que provocam o “buraco na camada de ozônio”) impactam de forma permanente o planeta Terra, chegando a sobrepor os processos naturais. Os impactos de proporções geológicas da industrialização - desde o século XVIII até hoje - justificam a compreensão de uma nova época geológica. A esta época atribui- se o nome Antropoceno.
Assim, de forma paradoxal, as atividades necessárias ao pleno funcionamento do modelo desenvolvimentista atual perturbam a manutenção das riquezas naturais das quais o mesmo é dependente.

### Dimensão econômica
Esta dimensão da sustentabilidade diz respeito ao modelo em que o crescimento econômico acontece de maneira ética e justa, mantendo-se a harmonia com as outras dimensões. Ou seja, garantindo a satisfação das necessidades humanas, as boas condições sociais dos agrupamentos de pessoas (equidade e coesão social) e a resiliência dos recursos naturais. Esta dimensão seria atribuída o destino e o gerenciamento mais eficaz dos recursos empregados, do ponto de vista econômico.
As especificidades da dimensão econômica no contexto da sustentabilidade vem sendo estudadas e debatidas por uma parcela crescente de pensadores econômicos . Nesse contexto de pensamento emergente, apresentam-se discordâncias importantes entre uma racionalidade ecológica (focada na diminuição da exploração e do consumo para proteger a natureza) e uma racionalidade econômica ortodoxa (focada na permanente busca por maior eficiência financeira e pela exploração dos recursos naturais existentes).
É possível ilustrar a influência direta desta dimensão da sustentabilidade nas outras dimensões. A ver com a dimensão social, por exemplo: fenômenos de migração de pessoas por condições econômicas locais desfavoráveis podem acabar por quebrar laços familiares e culturais, diminuindo a coesão social em uma região.

### Dimensão social
Trata das questões relacionadas à satisfação das necessidades básicas das pessoas, a valorização das culturas locais, a melhoria do bem-estar atual e futuro, o aumento da qualidade de vida pela redução da iniquidade social no geral. Ou seja, a dimensão social da sustentabilidade orienta-se para a construção de uma sociedade humana sustentável. Uma sociedade que é justa, inclusiva e democrática.
Visando um cenário socialmente sustentável, faz-se necessário trabalhar de maneira enfática para reduzir significativamente as iniquidades sociais e também buscar aumentar a coesão social de comunidades voltadas à sustentabilidade. De fato, as questões sociais mudam mais dramaticamente entre locais, pessoas e culturas do que as questões relacionadas às dimensões ambiental e econômica da sustentabilidade. Assim, a dimensão social pode ser entendida como um alvo móvel, com fatores mais flutuantes do que as outras dimensões.
Como exemplos das questões abordadas nessa dimensão, pode-se afirmar que as pautas que tangenciam a dimensão social são múltiplas e interconectadas, indo desde a responsabilidade social corporativa aos direitos humanos, passando por acessibilidade, políticas públicas, educação (inclusive educação para a sustentabilidade), legislação e democracia, microfinanciamento (este que influencia diretamente a dimensão econômica), inclusão social de grupos marginalizados e senso de segurança por parte dos indivíduos. Assim, dar atenção à dimensão social da sustentabilidade significa articular uma série de medidas para viabilizar a saúde, a segurança e o bem-estar das gerações presentes e futuras.

## Abordagens do design sustentável

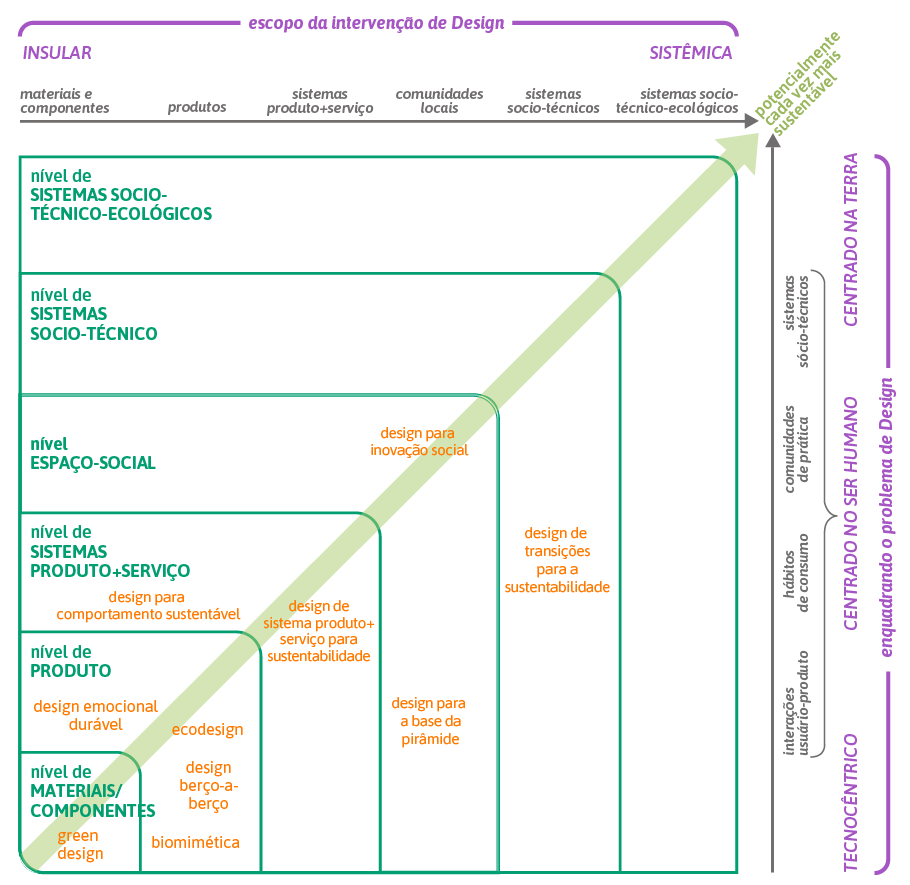
Framework de Inovação em Design para a Sustentabilidade com mapeamento de abordagens. Fonte: Adaptado de Ceschin & Gaziuluzoy

Ao longo da história as abordagens do Design para a sustentabilidade vêm evoluindo de uma mera troca de materiais usados na fabricação da novos produtos (green design) para perspectivas mais ampliadas de participação do designer nas tomadas de decisão em toda a cadeia de produção até o redesenho de sistemas sócio-técnicos inteiros.
Algumas das abordagens mapeadas são:
- Design Verde
- Design Emocional
- Biomimética
- Design Berço-a-berço (cradle to cradle)
- Ecodesign
- Design para o Comportamento Sustentável
- Design de Sistema Produto+Serviço para Sustentabilidade
- Design para a Base da Pirâmide
- Design para Inovação Social
- Design de Transições para a Sustentabilidade

O esquema visual ao lado ilustra em qual ponto se encontram algumas das abordagens de Design para a sustentabilidade existentes, tendo como eixos o escopo de intervenção de Design (mais isolado - insular - ou mais integrado ao sistema)  X como o problema é enquadrado (mais centrado na tecnologia ou mais centrado no planeta).
É interessante observar que, quanto mais sistêmica e centrada no planeta, uma abordagem seria cada vez mais próxima de ser considerada profundamente sustentável.